# تیجیرو تانیکاوا
تیجیرو تانیکاوا (انگلیسی: Teijiro Tanikawa؛ زادهٔ ۱۹۳۲) شناگر اهل ژاپن است.
وی در مسابقات کشوری و بین‌المللی در مجموع برندهٔ ۱ مدال نقره شده‌است.